# Bernhard Horwitz
Bernhard Horwitz (10. května 1807, Neustrelitz, Německo — 29. srpna 1885, Londýn, Anglie) byl německo-britský šachový mistr a skladatel.
Bernhard Horwitz (narozen jako Benjamin Horwitz) patřil nejprve k Berlínské šachové společnosti, kde byl společně s Ludwigem Erdmannen Bledowem, Tassilem von Heydebrandem und der Lasou, Karlem Schornem, Wilhelmem Hansteinem (1811 – 1850), Karlem Mayetem a Paulem Rudolfem von Bilguerem členem skupiny Plejády. Od roku 1845 však žil v Londýně a byl zde jedním z účastníků prvního mezinárodního šachového turnaje v roce 1851. V prvním kole sice porazil Henryho Edwarda Birda 2:1 (=1), ale pak byl vyřazen Howardem Stauntonem v poměru 4:2 (=1).
Roku 1851 založil Horwitz společně s Josefem Klingem (1811 — 1876), dalším Němcem žijícím v Anglii, časopis Chess Player, v jehož prvním čísle byla uveřejněn průběh tzv. nesmrtelné partie mezi Adolfem Anderssenem a Lionelem Kieseritzkým. Společně s Josefem Klingem pak ještě vytvořili množství studií s významným přínosem pro teorii koncovek, které vyšly v klasické šachové knize Chess studies.